# Ich bin der Mörder
Ich bin der Mörder ist ein französisches Stummfilmmelodram von Roger Lion mit Sessue Hayakawa und Huguette Duflos in den Hauptrollen. 

## Handlung
Der japanische Antiquitätenhändler Hideo hat während eines schweren Erdbebens in seiner Heimat Frau, Kind und alles Hab und Gut verloren. Er entschließt sich dazu, alles hinter sich zu lassen und reist mit dem Schiff nach Europa. In Marseille angekommen, gerät er sogleich in die Fänge von Gaunern, die ihn in eine kleine Spelunke locken, um Hideo sein letztes bisschen Besitz, einen Koffer mit seinen verbliebenen Habseligkeiten, zu rauben. Hideo irrt auf der Suche nach einer Bleibe durch die ihm fremde Stadt und gerät bald in den Verdacht, eine Händlerin bestohlen zu haben. Es erscheint die Polizei, nachdem es zu einem kleinen Volksauflauf gekommen ist. In der Menge befindet sich auch Prof. Dumontal, ein anerkannter Orientalist. Der erkennt Hideo aus seiner Zeit in Japan und bietet ihm an, sein Assistent zu werden, denn Dumontal arbeitet gerade an einem Buch über japanische Kunst.
Hideo nimmt dankbar an, wird von dem Orientalisten in dessen Haus eingeladen und erweist sich gegenüber dem Professor als auch seiner Gattin Huguette als überaus devoter und hilfsbereiter Mitbewohner, der seinen generösen Gastgebern ein loyaler Diener und Freund sein will. Auch der kleine Sohn des Hauses, Gérard Dumontal, freundet sich rasch mit dem Mann aus der ostasiatischen Fremde an. Die Harmonie im Hause Dumontal wird eines Tages durch das Auftauchen eines gewissen Harry Vérian gestört. Er ist ein gewissenloser Abenteurer und Charakterlump, der einst eine romantische Beziehung zu Madame Dumontals hegte. Vérian besitzt aus dieser Zeit noch einige Liebesbriefe Huguettes, die er nun in erpresserischer Weise gegen seine ehemalige Geliebte ausspielen will. Hideo sieht angesichts dieser Umstände die Stunde gekommen, sich als edler Ritter zu erweisen und die Gefahr für die Unversehrtheit der Familie Dumontals abzuwehren, indem er in Verkleidung eines vornehmen, reichen Mannes sich Vérian und dessen derzeitiger Geliebte nähert. Hideo hofft, so dem Schurken die kompromittierenden Schreiben abnehmen zu können.
Doch der Japaner scheitert mit seinem Ansinnen. Als Vérian anlässlich eines Festes im Haus der Dumontals auftaucht, versucht dieser die Gattin des Professors mit Nachdruck gefügig zu machen. Der herzleidende Professor kommt dazwischen und wird von dem Schurken erwürgt. Hideo, immer zu Schutze seiner freundlichen Gastgeber in der Nähe, erscheint zu spät und kann den Tod seines Wohltäters nicht mehr verhindern. Es kommt zwischen ihm und Vérian zu einem Handgemenge. Da Hideo mit einem Dolch bewaffnet war, glaubt später die Polizei, dass er den Professor getötet haben muss. Doch der weist Würgemerkmale am Hals auf, sodass auch Madames Behauptung, ihr Gatte sei einem Herzschlag erlegen, nicht stimmen kann. Damit die heikle Angelegenheit rund um die Briefe nicht ans Tageslicht kommen kann, verschweigen alle Beteiligten die Rolle, die der eigentliche Schuldige, Harry Vérian, spielt. ‘Wer ist also der Mörder?’ lautet die Kernfrage der Staatsmacht. Hideos Ehrenkodex, sich vor seine Gönner zu stellen, gebietet ihm, alle Schuld auf sich zu nehmen und wahrheitswidrig zu behaupten: „Ich bin der Mörder“. 
Um die Ehre der Gattin seines toten Freundes weiterhin gewahrt zu wissen, behauptet Hideo auch im Mordprozess gegen ihn, dass er den Professor getötet habe. Als Vérian vernommen wird, bestätigt er Hideos Version, die ihn selbst ja entlastet. Nun reicht es Madame Dumontal. Sie schildert den wahren Hergang der Abläufe, die zum gewaltsamen Tode ihres geschätzten Gatten führten. Harry Vérian gesteht nunmehr seine Schuld, will aber mit einer Aussage über Huguettes Charakter die trauernde Witwe mit in den (moralischen) Abgrund reißen. Da springt Hideo hoch und versucht in einem Zweikampf dem Täter sein verleumderisches Mundwerk stopfen. Nur mit Mühe können die Justizwachtmeister verhindern, dass Hideo den Schurken seiner gerechten Strafe zuführt. Am Ende gibt es nur Verlierer: Vérian muss seine Strafe als Mörder absitzen, Huguette bleibt mit ihrem Söhnchen als trauernde Witwe in der großen Pariser Villa zurück, und Hideo, nunmehr erneut heimatlos geworden, entscheidet sich dazu, nach Japan zurückzukehren. Der starre Blick gen Osten gerichtet, sitzt er auf einem Dampfer, der ihn in die alte Heimat zurückbringen wird.

## Produktionsnotizen
Ich bin der Mörder wurde vermutlich in Belgien (am 25. Oktober 1924) uraufgeführt und im produzierenden Frankreich erstmals am 2. Januar 1925 gezeigt. Die österreichische Erstaufführung des Sechsakters fand Ende Februar desselben Jahres statt, eine deutsche Premiere ist nicht feststellbar.
Chefkameramann Segundo de Chomón sorgte auch für die optischen Spezialeffekte.

## Kritiken
Im Kino-Journal war zu lesen: “Der große Künstler Sessue Hajakawa [sic!] versteht es, die ganze Skala der Empfindungen restlos zum Klingen zu bringen und zieht alles Geschehen in den Lichtkreis seiner edlen maßvollen Kunst. Auch technisch und bühnenwirksam steht der Film auf einem hohen Niveau.”
Die Wiener Sonn- und Montagszeitung befand: “Die Feingliedrigkeit der ostasiatischen Bewegung und Form offenbart sich auch in der Darstellungsweise. Hierdurch sind Uebertreibungen vermieden, ohne daß die Stärke des Ausdrucks darunter litte. Der Japaner Sessue Hayakawa bietet ein lebendes Beispiel und der neue Film einen wunderbaren Rahmen für solche Kunst.”